# 阿加迪尔协定
《阿加迪尔协定》（Agadir Agreement）由摩洛哥、约旦、埃及、突尼西亞四国在2001年5月8日于摩洛哥城市阿加迪尔签署的一项有关四国在经贸领域进行合作的协定。这一协定的内容主要是：
- 签约国家的工业产品在十年内享有优惠待遇；
- 在贸易、农业、工业、税收、金融等领域进行全方位合作；

值得注意的是，这一协定规定将建设对地中海沿岸的阿拉伯国家开放的自由贸易区，并有最终建成包含包括非地中海沿岸的，所有阿拉伯国家的自由贸易区。
协定原计划在2005年取消各国间的关税，同时取消金融、行政、技术等方面的非关税壁垒，并在2010年建成欧洲－地中海自由贸易区。但是目前开来这一进程收到了某些阻碍，使得其进程并不顺利。为此，2005年2月20日，在欧盟的帮助下（提供了400万欧元的技术援助），四国在约旦首都安曼建立阿加迪尔协定的协调机构。
| 成員国家 | 首都     | 政治体制   | 国家元首   | 政府首脑   | 国旗 | 国徽 | 地图 |
| -------- | -------- | ---------- | ---------- | ---------- | ---- | ---- | ---- |
| 摩洛哥   | 拉巴特   | 君主立宪制 | 摩洛哥国王 | 摩洛哥首相 |      |      |      |
| 约旦     | 安曼     | 君主立宪制 | 约旦国王   | 约旦首相   |      |      |      |
| 埃及     | 开罗     | 共和制     | 埃及总统   | 埃及总理   |      |      |      |
| 突尼西亞 | 突尼斯市 | 共和制     | 突尼斯总统 | 突尼斯总理 |      |      |      |